# 多毛荊棘介
多毛荊棘介（学名：Aeanthoeythereis echinata）为粗面介科荊棘介屬下的一个种。